# The Astronomer's Telegram
The Astronomer's Telegram (ATel) és un servei de publicació d'avís curt basat en Internet per difondre ràpidament informació sobre noves observacions astronòmiques. Alguns exemples inclouen esclats de raigs gamma, microlents gravitatòries, supernoves, noves o fenòmens transitoris, però no hi ha restriccions sobre la matèria de contingut. Els «telegrames» es troben disponibles a l'instant al lloc web del servei i distribuïts als subscriptors per correu electrònic en un termini de 24 hores.
The Astronomer's Telegram va ser llançat el 17 de desembre de 1997 per Robert E. Rutledge amb l'objectiu de compartir ràpidament (en menys d'1 segon) informació d'interès per als astrònoms. Els «telegrames» s'envien diàriament per correu electrònic, però especialment els esdeveniments sensibles al temps es poden transmetre a l'instant. Des de l'any 2013, la informació també s'emet per 𝕏 i Facebook.
Per publicar, els astrònoms demanen credencials. Les credencials s'expedeixen als astrònoms professionals i estudiants graduats, després de la verificació per contacte personal. Un cop proporcionades les credencials i els telegrames autoritzats, els astrònoms poden publicar telegrames directament, sense més edició.
A l'agost de 2019, ja s'havien publicat més de 13.000 telegrames.

## Història
Mentre treballava al Institut Max Planck de física extraterrestre a Garching bei München (Alemanya), Bob Rutledge va començar el lloc web després de la seva experiència en l'ús de la web el 1995-1996 com a ajuda en el descobriment i caracterització (per part de diversos científics que treballen de manera informal i col·laborativa) del Bursting Pulsar (GRO J1744-28). Les operacions van començar seriosament al departament d'astronomia de la UC Berkeley, on Rutledge era un investigador postdoctoral visitant amb el professor Lars Bildsten.
El servei va rebre atenció internacional després d'un 20 de març de 2018 quan Peter Dunsby va presentar un informe d'un «transitori òptic molt brillant a prop de les nebuloses Trífida i de la Llacuna». Quaranta minuts després va tornar a publicar disculpes, dient que l'objecte en qüestió estava «identificat com a Mart». Els editors de The Astronomer's Telegram van lliurar a Dunsby el premi, en to humorístic, de «Descobridor de Mart».
Dunsby va descriure més tard l'incident a Newsweek com «un error honest derivat de simplement no comprovar què només hi havia a la meva càmera, durant una sessió d'astrofotografia automatitzada i de molt poca conseqüència en l'esquema de les coses. El món necessita somriure més, així que això és alguna cosa bona que ha sortit d'aquest episodi».

## En l'actualitat
The Astronomer's Telegram té actualment un editor en cap, un editor i un coeditor. El servei ATel és gratuït, tant per als editors com per als lectors dels telegrames.
Els editors de The Astronomer's Telegram recorden als usuaris que també informin dels seus descobriments a l'Oficina Central de Telegrames Astronòmics.